# David Puttnam
David Terence Puttnam, Barão Puttnam (Southgate, 25 de fevereiro de 1941) é um produtor de filmes e político britânico. Ele ocupa um banco do Partido Trabalhista do Reino Unido na Câmara dos Lordes.

## Biografia
Puttnam nasceu em Southgate, Londres, na Inglaterra, filho de Marie Beatrix, uma dona de casa de origem judaica, e Leonard Arthur Puttnam, um fotógrafo.